# 大宅祠
大宅祠又名云溪堂是一座明代许氏祠堂，位于中国安徽省黄山市歙县许村镇许村。
大宅祠建于明代，坐东朝西，前后三进，分别为门厅、享堂、寝堂。门厅为八字墙，悬挂宋钦宗赐许克复的“大宅世家”匾。享堂已倒塌。寝堂的山墙上嵌有《云溪堂帖》15方，包括董其昌、申时行、许国手迹。
2006年5月，大宅祠作为许村古建筑群的子项，被列为第六批全国重点文物保护单位。